# Victor Hubinon
Victor Hubinon (Angleu, 26 de Abril de 1924 - Villemy, 8 de Janeiro de 1979) foi um desenhador de banda desenhada belga. Ficou célebre sobretudo pelas suas colaborações com o argumentista belga Jean-Michel Charlier nas séries de aviação, Buck Danny, e de pirataria e aventuras, Barba Ruiva. As duas séries seriam depois continuadas por outros autores e ilustradores, depois do seu falecimento e do de Charlier.

## Biografia
Hubinon estudou na Academia de Artes de Liège, transferindo-se para a Inglaterra depois do início da II Guerra Mundial, onde serviu na Royal Navy. Depois do conflito terminar, regressou à Bélgica. Começou a trabalhar em 1946, aos 22 anos, como ilustrador na revista La Meuse. Assinou um contrato de trabalho com o homem de negócios e jornalista Georges Troisfontaines, o fundador da agência noticiosa "World Press". Foi aqui que conheceu um outro ilustrador, Jean-Michel Charlier. Colaboraram inicialmente numa curta história de banda desenhada, mas Troisfontaines criaria para os dois a série de aviação Buck Danny, em 1947. Depois de uma fase inicial em que Troisfontaines seria o argumentista, esta tarefa passaria para Charlier, que formaria uma parceria artística com o desenhador Hubinon. A série seria publicada inicialmente na revista Spirou e viria a ser uma das mais bem sucedidas da história da banda desenhada.
Quando Charlier, juntamente com outros autores, como René Goscinny, criou a revista Pilote, em 1959, criou uma nova série de banda desenhada, dedicada ao pirata Barba Ruiva, na qual colaborariam durante 18 álbuns, publicados até pouco depois da morte de Hubinon, em 1979. Esta série teria grande sucesso nalguns países, como a Bélgica e a França, mas apenas um total de 5 álbuns seriam publicados em Portugal.
Colaborou em outras séries de banda desenhada, como Blondin et Cirage (1951), com o argumentista Jijé, Tiger Joe (1951-1977), também com Charlier, e La Mouette (1977), com a argumentista Gigi Maréchal.
Faleceu em 8 de Janeiro de 1979, aos 54 anos, de um ataque cardíaco. 